# 청당산업길
청당산업길(Cheongdangsanup-gil)은 충청남도 천안시 동남구 목천읍에서 구룡동까지 이르는 천안시도로 총 연장은 2.496 km이다. 또한 도로명의 유래는 행정구역인 청당동, 지역 특성 등을 활용하여 부여된 것으로 나와 있다.

## 주요 경유지
- 천안시
  - 동남구 (목천읍 - 구룡동)

## 접촉하는 도로
- 천안대로
- 미죽5길
- 용평2길
- 용평1길
- 용평3길
- 중리1길
- 접촉 불가 도로 : 당진청주고속도로[A]

## 주요 건물 및 시설
- 남천안모터스 (청당산업길 19-13/삼성리 215-14)
- 중부화물터미널 (청당산업길 33/구룡동 1)
- 재향군인회사업소 (청당산업길 45/구룡동 4)
- 모아상사 (청당산업길 85/구룡동 120)
- 화인상사 (청당산업길 99/구룡동 125)
- 대양카센타 (청당산업길 146/구룡동 319-3)
- 해동골재 (청당산업길 181/구룡동 354-1)
- 해태htb 천안공장 (청당산업길 250/구룡동 374-2)[B]